# Nadace Brücke/Most
Nadace Brücke/Most (německy Brücke = most) pro podporu česko-německého porozumění a spolupráce je malá soukromá nadace se sídlem v Drážďanech, která nedisponuje žádnými stálými státními prostředky. Nadace spravuje další dvě pobočky ve Freiburgu im Breisgau a v Praze. Nadaci založil v roce 1997 politolog ze Freiburgu Helmut Köser. Jeho cílem bylo a je svést dohromady především mladou generaci Čechů a Němců, aby se společně podíleli na utváření budoucnosti Evropy.

## Činnost
Nadace Brücke/Most byla založena 4. srpna 1997 podepsáním nadační smlouvy Gertrudou a Helmutem Köserem.
Politické změny v 90. letech, zvláště smlouva o dobrém sousedství a přátelské spolupráci mezi Německem a Českem z roku 1992 a česko-německá deklarace z roku 1997, vytvořily dobré předpoklady pro nové soužití Čechů a Němců v duchu vzájemné tolerance a úcty. Soukromá Nadace Brücke/Most si klade za cíl podporovat spolupráci s Českou republikou a jinými státy ze střední a východní Evropy.
Hlavním sídlem nadace jsou Drážďany. Nadace provozuje dále pobočky ve Freiburgu a v Praze. Pražská pobočka fungující od roku 2003 vznikla na zvláštní přání zakladatele nadace pana Kösera. Zdejší informační a kontaktní kancelář zprostředkovává mladým návštěvníkům Prahy přímý kontakt s českými vrstevníky a nabízí jim informace jak k dějinám, tak k aktuálnímu vývoji České republiky. Cílem kanceláře je zprostředkovat německým návštěvníkům Prahy hlubší vědomosti o Praze, umožnit mladým lidem z České republiky setkání s lidmi z německy mluvících zemí a podněcovat zájem o svou sousední zemi. Spolu s Českým centrem (Tschechisches Zentrum) v Drážďanech a tamním Kulturním úřadem pořádá od roku 1999 České kulturní dny (Tschechische Kulturtage), kterých se jen roku 2006 zúčastnilo kolem 12 000 návštěvníků.
Velkou váhu kladou iniciátoři nadace na oblast vzdělání a práce se školáky, kde silně spolupracují s pražskou pobočkou. Cílem je organizovat školní zájezdy ne pouze podle turistických kritérií, ale s kulturním a pedagogickým pozadím, s prohlubováním znalostí o dějinách obou zemí. Úspěšné byly i jejich snahy v oblasti střetnutí německých školáků se přeživšími holocaustu a návštěvy Terezína; do července 2007 již kolem 10 000 německých školáků diskutovalo s bývalými českými a slovenskými nuceně nasazenými.
V duchu svých akcí a projektů se nadace vnímá jako fórum otevřené všem lidem, kteří se zajímají o interkulturní setkávání mezi Čechy a Němci bez předsudků a výhrad. Nadace sídlí v Drážďanech a provozuje pobočky v Praze a Freiburgu. Nadace je nezávislou, veřejně prospěšnou, nadstranickou organizací bez jakéhokoliv vlivu jiných spolků a sdružení.

## Funkce
Funkcí nadace je podpora
- spolupráce mezi Německem a Českou republikou v kulturní oblasti,
- školicích aktivit a vzdělávání veřejnosti včetně pomoci studentům,
- setkávání Čechů a Němců, výměny informací o jejich zemích
- vzdělávacího centra s cílem podpořit porozumění obou národů a
- výzkumu v oblasti česko-německých vzájemných vztahů a jeho vědeckého zpracování.

Oblasti činnosti nadace jsou:
1. kultura
2. komunikace a propojení
3. vzdělávání a setkávání
4. věda

Realizace probíhá formou projektů, seminářů, pódiových diskuzí, jednání a setkávání, které nadace uskutečňuje sama nebo v kooperaci s různými partnery.
Mimo to nabízí Nadace Brücke/Most společně s DAAD (Deutscher Akademischer Austausch Dienst) šest stipendií pro studenty Vysoké hudební školy Carl Maria von Weber v Drážďanech. Od října 2001 stipendium získalo šest studentů z Česka a Slovenska.
Nadace Brücke/Most se svým vědecko-pedagogickým konceptem je nakloněna spolupráci se zainteresovanými skupinami a organizacemi.
Pod Nadaci Brücke/Most spadá Centrum Brücke/Most, které nabízí zázemí pro konané semináře, konference a jiné skupinové akce.

## Zakladatelé nadace
Freiburský politolog Helmut Köser se v letech 1970–2005 podílel na Semináři pro vědeckou politiku Univerzity Alberta Ludwiga ve Freiburgu, nejdříve jako odborný asistent (1970–1973), poté jako akademický rada (1973–1990). V roce 1990 Helmut Köser založil v Drážďanech Institut pro komunální plánování a vývoj (IfK), který vedl do roku 1996.
Své pracovní a životní zkušenosti zúročil při zakládání Nadace Brücke/Most pro podporu česko-německého porozumění a spolupráce v roce 1997 a i později jako předseda jejího představenstva. Zasloužil se o dobré jméno a pověst nadace v česko-německé oblasti. Založením nadace chtěl Köser přispět ke zlepšení česko-německých vztahů. Jeho hlavní snahou je, aby se nadace orientovala na budoucnost. Setkávání se studenty ze zemí střední Evropy na seminářích přivedla Helmuta Kösera k tomu, aby nadační činnost zaměřil právě na mládež a mladé dospělé ze střední Evropy – především z České republiky. Civilní občanská angažovanost pro něj přitom stojí v popředí.
V představenstvu s ním dále působí právník Paul Selbherr (člen představenstva) a politolog Peter Baumann (člen představenstva a jednatel společnosti). Mnohá vyznamenání a pocty – Velký spolkový kříž za zásluhy mu 14. července 2007 v Drážďanech předal saský ministerský předseda Georg Milbradt – svědčí o úctě a respektu k jeho práci a neúnavné angažovanosti v Česku a Německu.